# Henckelia corrugata
Henckelia corrugata är en tvåhjärtbladig växtart som beskrevs av Mendum. Henckelia corrugata ingår i släktet Henckelia och familjen Gesneriaceae. Inga underarter finns listade i Catalogue of Life.